# Philip Fruytiers

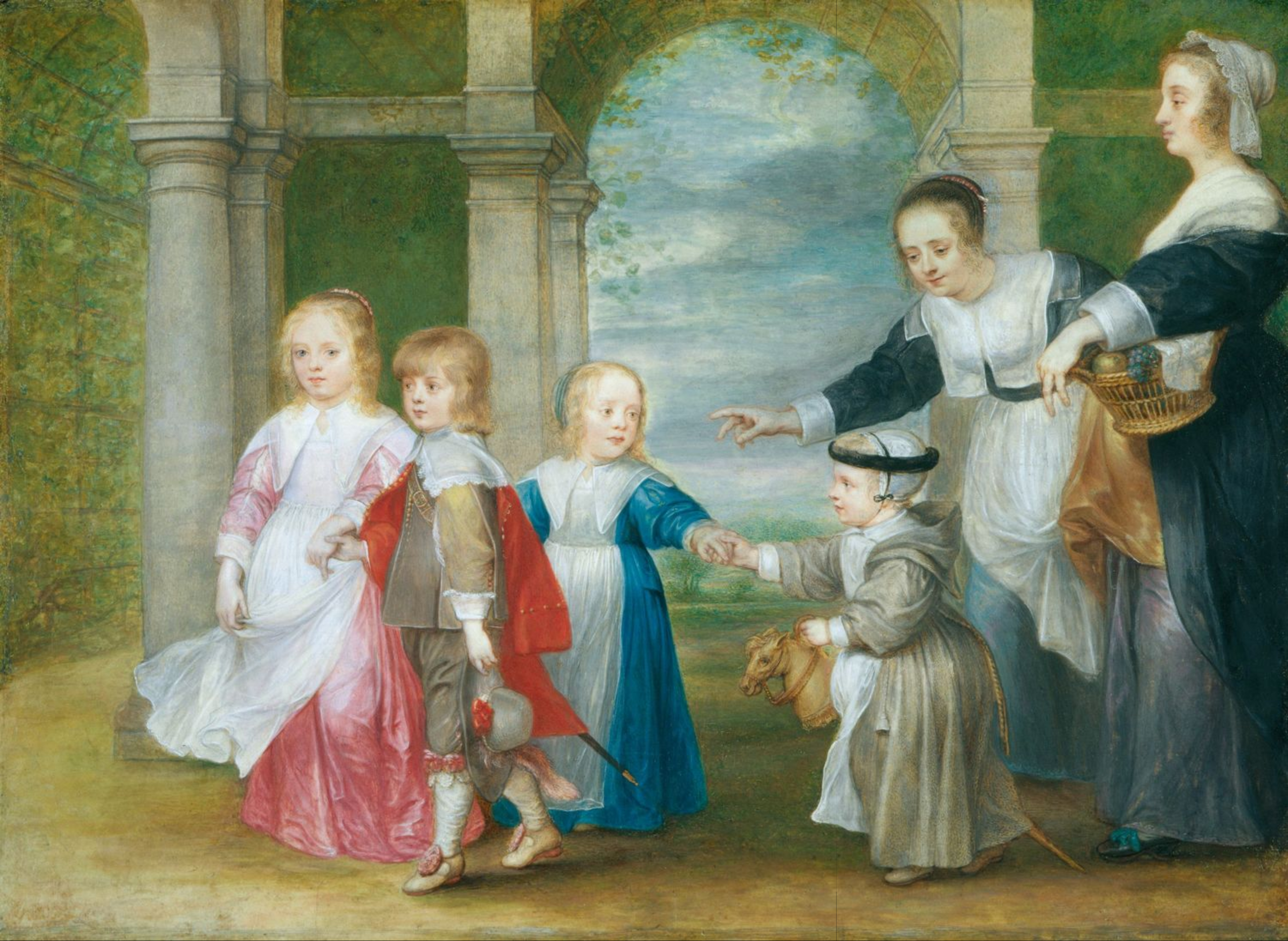
Los hijos de Peter Paul Rubens y Helena Fourment con dos doncellas, aguada, acuarela y lápiz sobre vitela, 24,6 x 33,6 cm, Royal Collection.

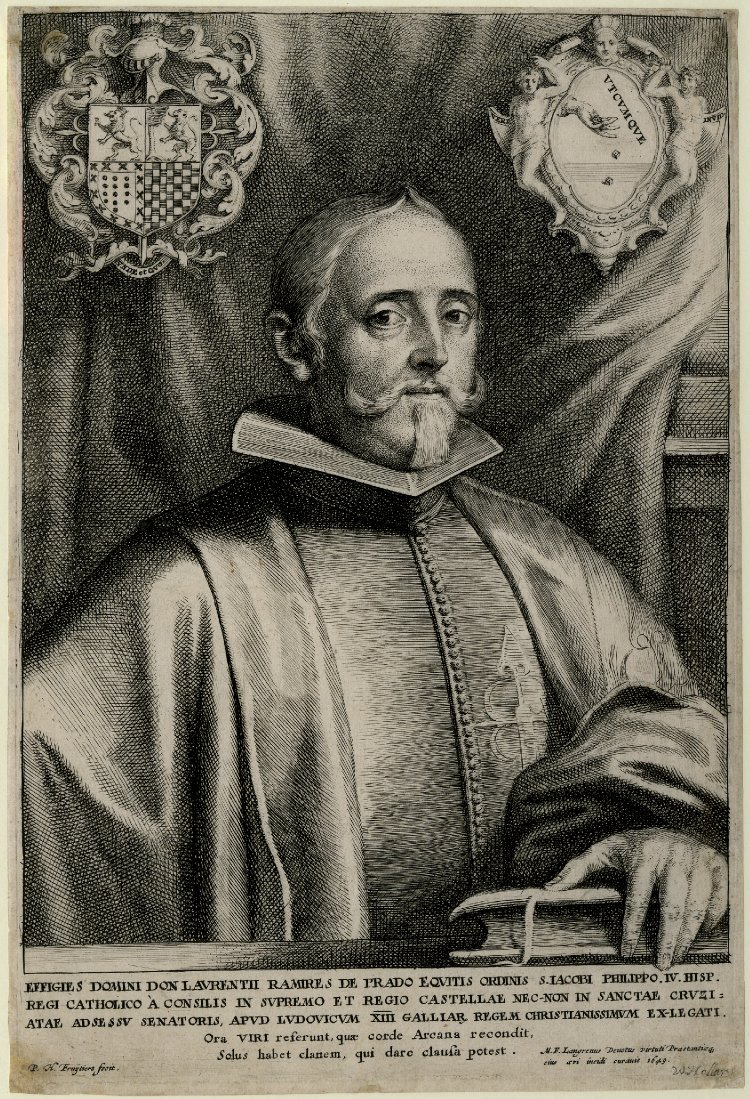
Retrato de Lorenzo Ramírez de Prado, grabado calcográfico, 171 x 231 mm, Madrid, Biblioteca Nacional de España.

Philip Fruytiers (Amberes, 1610 – 1666) fue un pintor y grabador barroco flamenco, conocido también como monogramista PHF.

## Biografía
Hijo de Jan Fruytiers y Catharina Vervloet, se le documenta en 1627 como estudiante de retórica en el colegio de los jesuitas de Amberes con quienes mantendrá estrecha relación como miembro activo de la congregación llamada Sodaliteit van de Bejaerde Jongmans (una fraternidad para solteros establecida por la orden de los jesuitas). En el curso 1631/1632 ingresó como maestro en el Gremio de San Lucas especializándose en retratos y retratos de grupo, especialmente en miniatura al gouache o a la acuarela e incluso al óleo sobre pergamino. Con un sentido del decoro cercano a los retratos de Cornelis de Vos,  Fruytiers llegó a alcanzar notable éxito con sus retratos familiares, destacando los de la Familia Aroundel, en Aroundel Castle, Sussex, o el de los hijos menores de Peter Paul Rubens y Helena Fourment de la colección real británica.
Con el monograma PHF firmó y fechó en 1652 tres grandes cuadros de santos franciscanos para su iglesia de Amberes (Amberes, Koninklijk Museum voor Schone Kunsten Antwerpen), en los que se ha apreciado un sentido de la monumentalidad cercano al de las obras tardías de Rubens. La identificación del citado monograma como firma de Fruytiers permitió atribuirle algunas otras obras de carácter semejante, como el Retrato de un religioso del Museo del Prado (en depósito en el Museo de San Telmo).
Proporcionó además los dibujos de diversas obras de devoción y retratos para la estampa, a menudo grabados por Jacob Neefs, entre los que cabe mencionar una estampa xilográfica de la Inmaculada impresa en Bruselas, 1661, con el título Nodus indissolubilis, o el retrato de Luis de Benavides Carrillo, marqués de Caracena. Suyos son también los dibujos del libro de emblemas Imago primi saeculi Societatis Iesu, impreso en Amberes por Balthasar Moretus, 1640, con grabados de Cornelis Galle. Otros retratos, de los que se conservan ejemplares en la Biblioteca Nacional de España, como son los de Jacobus Edelheer van Lawain, grabado al aguafuerte, o el de Lorenzo Ramírez de Prado, llevan exclusivamente la firma de Fruytiers.